# Melittia cucurbitae
Melittia cucurbitae ist ein Schmetterling (Nachtfalter) aus der Familie der Glasflügler (Sesiidae). Die Art gilt als wirtschaftlich wichtiger Schädling an Kürbissen.

## Merkmale
Die Falter erreichen eine Flügelspannweite von 25 bis 37 Millimetern, wobei die Männchen etwas kleiner werden als die Weibchen. Auch weisen sie eine kräftigere Färbung auf und sind anhand ihrer stärker gefiederten Fühler von den Weibchen zu unterscheiden. Die Vorderflügel haben eine metallischgrüne Färbung, die Hinterflügel besitzen eine solche Färbung nur an den Flügeladern, ansonsten sind sie durchsichtig. Der Körper der Tiere ist ebenso metallisch grün glänzend, der Hinterleib besitzt zusätzlich eine mehr oder weniger stark ausgeprägte Orangefärbung. Am Rücken verläuft eine Reihe schwarzer Flecken. Die Falter besitzen am mittleren und insbesondere am hinteren Beinpaar auffällige schwarze und orange Fransen.
Die Raupen werden etwa 25 Millimeter lang und sehen mit ihrem cremefarbenen, runzeligem Körper und der braunen Kopfkapsel Engerlingen recht ähnlich.

## Vorkommen
Melittia cucurbitae kommt in weiten Teilen des gemäßigten Nordamerikas vor, fehlt aber an der Pazifikküste.

## Lebensweise
Der Flug der Falter ist langsam und verläuft im Zickzack. Pro Jahr fliegt normalerweise eine Generation, gelegentlich entwickelt sich auch eine partielle zweite. Im warmen Süden der Vereinigten Staaten bildet sich eine zweite Generation aus.

### Nahrung der Raupen
Die Raupen ernähren sich von verschiedenen Arten und Kultivaren der Kürbisse (Cucurbita).

## Entwicklung
Die Weibchen legen ihre ovalen, abgeflachten Eier, die eine blassrote Farbe und einen Durchmesser von etwa einem Millimeter haben, einzeln an den Stängeln der Nahrungspflanzen ab. Meistens findet man sie an der Basis des Hauptstängels, selten auch an Blattstielen oder auf der Unterseite der Blätter. Nach 9 bis 14 Tagen schlüpfen die Raupen, die sich sogleich in den Stängel einbohren. Sie leben im Inneren des Stängels und entwickeln sich innerhalb von vier bis sechs Wochen. Sie verlassen dann die Pflanze und begeben sich auf die Suche nach einem geeigneten Platz für die Überwinterung bzw. Verpuppung. Die Überwinterung findet als ausgewachsene Raupe innerhalb eines mit Erde umhüllten, 19 Millimeter langen Kokons statt, der zwei bis 15 Zentimeter tief im Erdreich angelegt wird. Die Verpuppung erfolgt erst im Frühling, die Puppe ist etwa 16 Millimeter lang und hat eine braune Färbung. Die tagaktiven Imagines schlüpfen im Juni und fliegen für etwa ein Monat. Am Abend findet man sie ruhend in der Vegetation.

## Schadwirkung
Da die Raupen an der Basis des Stängels fressen, werden die befallenen Pflanzen auf Grund der dadurch beeinträchtigten Versorgung mit Wasser und Nährstoffen geschwächt und welken. Mitunter können über 100 Raupen in einer Pflanze leben, was bei einem derart starken Befall das Absterben der Pflanze zur Folge hat.